# Nangan
Nangan est une île de la mer de Chine orientale et faisant partie  des îles Matsu, un canton du comté de Lienchiang à Taïwan.

## Nom
Le comté de Nangan est nommée à partir de l'île de Nangan ou Nankan, l'île principale du comté. Nangan fait également référence à Nangantang (南竿塘; Nàng-găng-dong). Parce que le cadavre d'un personnage célèbre du nom de Lin Moniang (qui plus tard devint la déesse Matsu) s'était échoué sur le rivage, Nangan portait également le nom de Matsu (馬祖島; Mā-cū-dô). Dans les annales Song et Ming, l'île Nangan fut appelée Shanggantang ou Shanggantangshan (上竿塘/上干塘/上竿塘山), tandis que l'île Beigan fut nommée Xiagantang ou Xiagantangshan (下竿塘/下干塘/下竿塘山),.

## Histoire
En 1935, un baojia fut créé incluant l'île Nangan.
En 1949, les forces taïwanaises furent stationnées sur l'île Nangan. 
Le 9 janvier 1966 à 3 heures du matin, trois marins de la Chine communiste désertèrent à Taïwan sur l'île Nangan. Ils furent pris en embuscade puis tués en transit à Taipei. 
En 2000, en tant que partie du programme des Trois liens, une ligne de transport maritime fut établie entre le port de Fu'ao de l'île Nangan et le district de Mawei à Fuzhou. 
En 2003, l'aéroport de Nangan fut ouvert.

## Géographie
L'île de Nangan constitue la plus grande île de l'archipel des Matsu. Elle constitue également le plus grand canton du comté de Lienchiang, peuplé de près de 7 500 habitants en 2016. Le point culminant de l'île est le mont Yuntai (雲台山) qui s'élève à 248 m. Son climat est subtropical, avec des saisons distinctes: La température moyenne à l'année atteint 20 °C avec des records de chaleur de 34 °C enregistrés en juillet et août, et un record de froid enregistré à 1,8 °C en janvier. Les mois de mars et d'avril connaissent une intense période de brouillard affectant souvent les vols réguliers entre l'aéroport de Nangan et Taïwan.  
Le comté de Nangan inclut d'autres îlots tels que l'îlot Huangguan (黃官嶼), le récif Xie (鞋礁), le récif Beiquan (北泉礁), et le récif Liuquan (劉泉礁).

## Divisions administratives
Le comté de Nangan est divisé en 10 villages. Au point le plus oriental se trouve Jieshou (介壽村), siège du gouvernement du comté et plus grand village. 
En suivant la route longeant la côte à partir de Jieshou, se trouvent les villages de Fuxing (復興村), de Fu'ao (福澳村), de Qingshui (清水村), de Zhuluo (珠螺村) et de Mazu (馬祖村). En empruntant la route montagneuse de l'ouest, on passe par Meishi (梅石村), Ren'ai (仁愛村) et Jinsha (津沙聚落) avant d'atteindre encore une fois Mazu. De même, il faut noter la présence de deux hameaux près de Siwei qui se nomment Furen (夫人村) et Ketiao (科蹄澳).
Beaucoup de villages de Nangan comportent deux noms. Dans certains cas, cela fut le résultat de la politique. L'un est le nom traditionnel et le second a une connotation politique. Ces exemples sont associés comme suit avec le nom traditionnel en premier : Shanlong (山隴): Jieshou (介壽); Niujiao (牛角(聚落)): Fuxing (復興); Tieban (鐵板): Renai (仁愛) et Fuao (福澳): Jingze (經澤). Ces noms sont souvent utilisés de façon interchangeable par les habitants, à l'exception de Jingze. Les habitants émirent des objections pour ce nom et par conséquent il ne fut jamais utilisé. La référence à Shanlong est aussi importante puisqu'il existe un quartier surnommé "Zhonglong" (中隴). Mazu se réfère également à Magang (馬港) et Siwei à Xiwei (西尾). Pour Mazu et Magang, Magang est largement usité. La raison est peut-être la volonté de distinguer le village de son port Mazu (媽祖), la déesse, et l'archipel des Matsu (馬祖).  Le nom "Xiwei" dérive de "Siwei", la prononciation du dialecte de Fuzhou. 
Les neuf villages ruraux du comté de Nangan sont les suivants,: 
- Jieshou (chinois: 介壽村; pinyin: Jièshòu Cūn; tongyong pinyin: Jièshòu Cun) littéralement, "Longévité à Tchang Kaï-chek"
- Jinsha (chinois: 津沙村; pinyin: Jīnshā Cūn; tongyong pinyin: Jinsha Cun) "Sable du port de mer"
- Cingshuei ou Qingshui (chinois: 清水村; pinyin: Qīngshuǐ Cūn; tongyong pinyin: Cingshuěi Cun) "Eau pure"
- Jhuluo (chinois: 珠螺村; pinyin: Zhūluó Cūn; tongyong pinyin: Jhuluó Cun) "Perle et conque"
- Fusing ou Fuxing (chinois: 復興村; pinyin: Fùxīng Cūn; tongyong pinyin: Fùsing Cun) "Prospérité relancée"
- Fuwo (chinois: 福沃村; pinyin: Fúwò Cūn; tongyong pinyin: Fúwò Cun) "Fertilité propice": Jingze (經澤)
- Ren'ai (chinois: 仁愛村; pinyin: Rén'ài Cūn; tongyong pinyin: Rén-ài Cun) "Humanité et Amour": Tieban (鐵板 "Plaque de fer") jusqu'en 1955.
- Matsu (chinois: 馬祖村; pinyin: Mǎzǔ Cūn; tongyong pinyin: Mǎzǔ Cun; wade–giles: Ma3-tsu3 Ts'un1) "Matsu"
- Sihwei ou Siwei (chinois: 四維村; pinyin: Sìwéi Cūn; tongyong pinyin: Sìhwéi Cun) "Quatre Vertus"

## Lieux d'intérêt touristique
- Le Palais de l'Impératrice Céleste (天后宮) dans le village de Matsu comporte le cercueil de Lin Moniang. De même, le temple comporte les statues des gardiens nommés "Œil de Mille Li" (千里眼) et "Oreille qui suit le Vent" (順風耳). Le Palais accueille chaque année une fête se déroulant le 3 mars.
- La distillerie de Matsu (馬祖酒廠) sur Wujiao Hill (午角嶺), dans le village de Fusing produit du vin daqu (大麴酒) et de l'alcool de sorgho (高梁酒).
- Le réservoir d'eau de Shengli (勝利水庫 "Victoire") et un musée sont situés dans le village de Cingshuei. Le musée expose quatre canons provenant de Juguang qui ont été utilisés pour guider les bateaux. Un autre musée du nom de musée de culture populaire de Matsu situé dans le Parc Jieshou.
- Il existe deux tunnels militaires abandonnées sur l'île: Les Tunnel 88 et Tunnel Beihai sont deux musées militaires abandonnés sur l'île.
- Le Bastion Dahan, ancien bastion militaire.
- Le parc Shengtian, aperçu de la nature à Nangan.

## Infrastructure

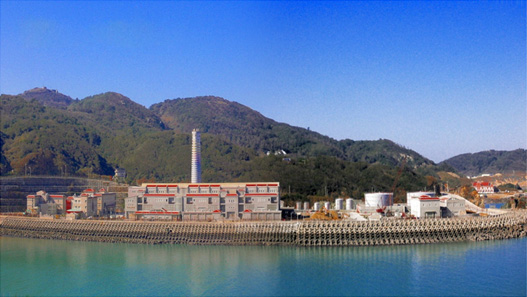
Centrale électrique de Zhushan

L'électricité du comté est fourni par la centrale de Zhushan. 

## Transport

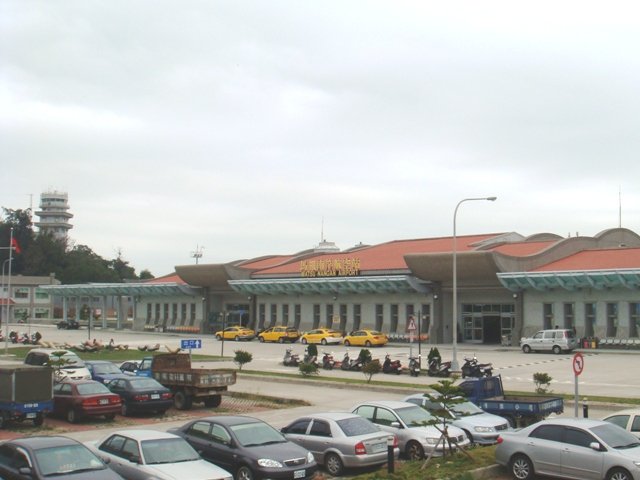
Aéroport Matsu Nangan

### Par avion
- Uni Air est la seule compagnie aérienne desservant l'île, avec huit vols par jour jusqu'à l'aéroport de Nangan et à trois vols par jour jusqu'à l'aéroport de Beigan. Tous les vols effectuent la liaison avec l'aéroport de Songshan à Taipei, à l'exception d'un vol à l'aéroport de Taïchung.

### Par bateau
- Des croisières en bateau sont effectuées tous les jours et à chaque heure entre 7h et 17h. Le trajet prend environ dix minutes pour atteindre Beigan, mais environ une heure pour atteindre Juguang, avec seulement trois liaisons par jour.
- Des ferry effectuent régulièrement (sur une base hebdomadaire) la liaison entre le port de Fu'ao de Nangan et le port de Keelung.

### Transport terrestre
Le comté comporte des stations de bus qui connectent les villages de l'île, consistant en deux lignes: la ligne côtière et la ligne montagneuse.